# Spiraea nayarii
Spiraea nayarii är en rosväxtart som beskrevs av K.M. Purohit och G. Panigrahi. Spiraea nayarii ingår i släktet spireor, och familjen rosväxter. Inga underarter finns listade i Catalogue of Life.